# Важкі роки (боротьба триває)
«Важкі роки (боротьба триває)» («Rasked aastad») — радянський чорно-білий художній фільм 1973 року, знятий режисером Володимиром-Георгом Карасьовим-Оргуссааром на кіностудії «Талліннфільм».

## Сюжет
Це скорочений варіант чотирисерійного фільму «Вільні, як птахи». Історико-революційний фільм поставлений за незакінченим романом естонського революціонера та письменника Яана Анвельта «Поза законом», який, незважаючи на незавершеність, вважається найвищим досягненням пролетарської прози в Естонії. Картина розповідає про молодих учасників активного підпільного революційного руху в Естонській республіці у першій половині 1920-х років.

## У ролях
- Ене Ряммельд — головна роль
- Аго-Ендрік Керге — головна роль
- Вельо Торміс — головна роль
- Лійс Бендер — робітниця
- Ада Лундвер — роль другого плану
- Мік Міківер — роль другого плану
- Тину Аав — роль другого плану
- Аарне-Маті Юкскюла — роль другого плану
- Рудольф Аллаберт — роль другого плану
- Райво Адлас — роль другого плану
- Валдеко Ратассепп — роль другого плану
- Віллем Індріксон — в'язничник
- Юрго Мюрк — шпик
- Тиніс Ерілейд — шпик в окулярах
- Антс Вайн — робітник, оратор на мітингу

## Знімальна група
- Режисер — Володимир-Георг Карасьов-Оргуссаар
- Оператор — Рейн Маран
- Композитор — Вельо Торміс
- Художник — Тійу Юбі